# Bombardier Challenger

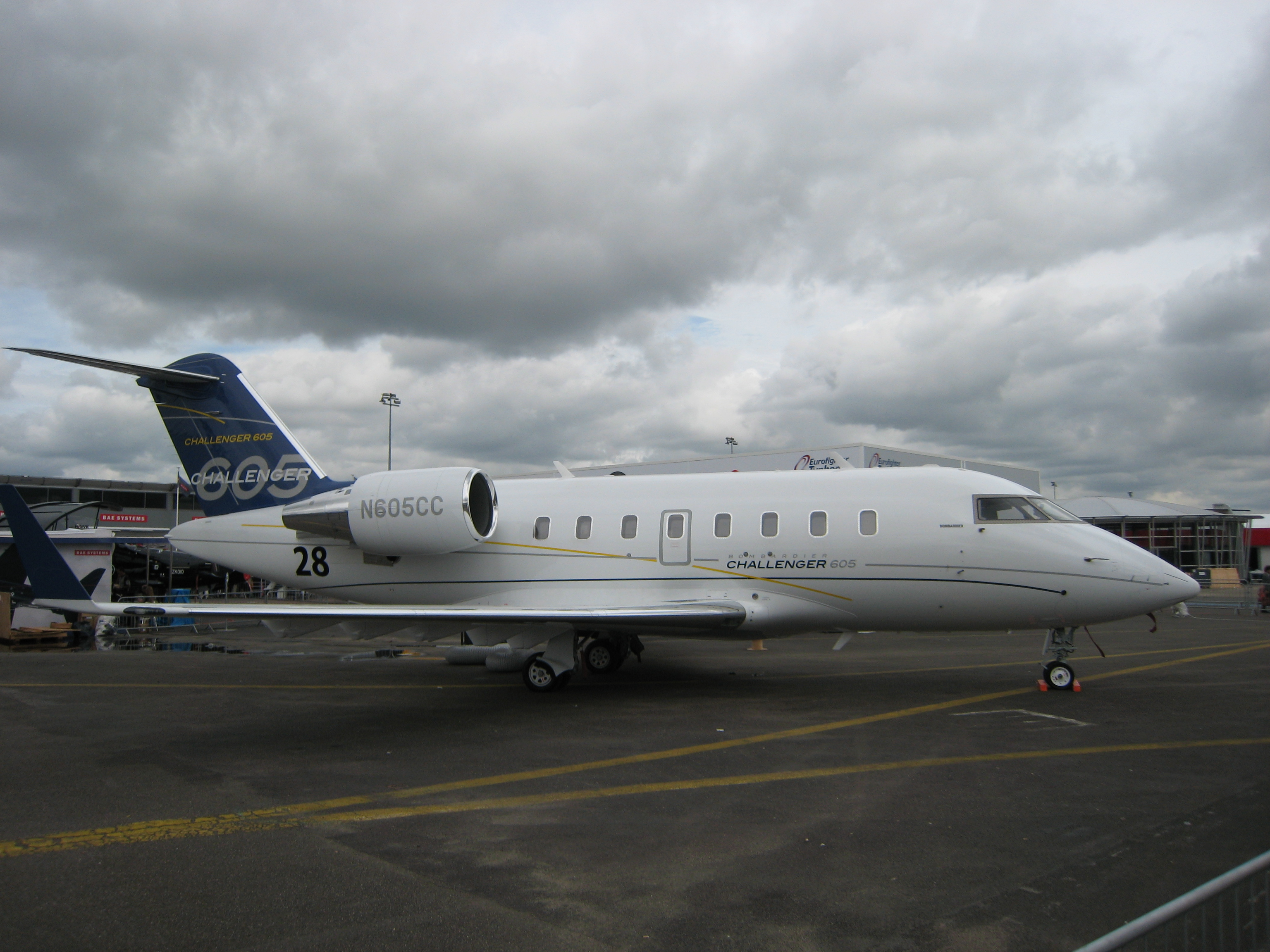
Bombardier Challenger 605

De Canadair Challenger business jet is een familie van middelgrote straalvliegtuigen gebouwd door Bombardier Aerospace.
De eerste generatie Challengers werden ontworpen door Bill Lear als Canadair Learjet 600. De Bombardier Challenger 600 serie bestaat uit de CL-600, CL-601 en de CL-604.
De Bombardier Canadair Regional Jet is een afgeleide van de CL-601 business jet.
Bij de overname van Canadair, en daarmee ook van Lear, werd uiteindelijk door Bombardier besloten dat de business jets zou worden verkocht onder de naam Bombardier Learjet, Bombardier CL-600 
Bij de komst van de NexGen business toestellen werd de naam omgedoopt naar Challenger, daarnaast werd er ook een jet ontworpen voor transcontinentale reizen onder de naam Global

## Versies
| Type             | Lengte   | Hoogte  | Spanwijdte Vleugel | Breedte Interieur | Stoelen |
| Eerste generatie |          |         |                    |                   |         |
| ---------------- | -------- | ------- | ------------------ | ----------------- | ------- |
| CL-600           |          |         |                    |                   |         |
| CL-601           |          |         |                    |                   |         |
| CL-604           |          |         |                    |                   |         |
| NextGen          |          |         |                    |                   |         |
| Challenger 350   | 20900 mm | 6100 mm | 21000 mm           | 2900 mm           | 9       |
| Challenger 650   | 20900 mm | 6100 mm | 21000 mm           | 2900 mm           | 10      |